# Clogmia albipunctata
Clogmia albipunctata  (Williston, 1893) è un piccolo insetto dittero appartenente alla famiglia Psychodidae.. In Italia è conosciuta come mosca dello scarico, mosca di fogna e mosca-falena. Viene spesso confusa con i pappataci, che appartengono alla stessa famiglia.

## Descrizione
L'adulto è lungo pochi millimetri (3-5 mm) e, pur essendo un dittero, ha un aspetto simile a quello di una piccola falena; sia il corpo che le ali sono ricoperti da una fitta peluria di colore grigio-bruno.

## Biologia
Gli adulti di C. albipunctata passano la maggior parte della propria vita adagiati sulle pareti. Si spostano di rado, e con volo debole e mai per tratti lunghi.
Le larve vivono in ambienti acquatici, nutrendosi di sostanze organiche; infestano spesso gli scarichi dei bagni e per questo motivo negli Stati Uniti d'America sono conosciuti anche come mosche dei bagni.
Generalmente innocuo. In letteratura sono riportati eccezionali e  rarissimi casi di miasi causate dalle larve di questo insetto, a livello nasale, intestinale e urinario.